# Sotho
Los sotho son un pueblo cuyo territorio se encuentra en la República Sudafricana y Lesoto. Su lengua es el sesotho y está organizado en tres clanes o tribus principales: bakoena, bataung y batlokwa. Constituyen prácticamente la totalidad de los habitantes de Lesoto, país que emergió del genio diplomático del rey Moshoeshoe I que mantuvo unidos los diferentes clanes de origen sotho que se habían dispersado por todo el sur de África al principio del siglo XIX. Un gran número de sothos vive actualmente en Sudáfrica, donde habían emigrado sus antepasados en busca de trabajo en las minas de oro de este país.

## Historia
Moshoeshoe I, como buen diplomático, tuvo gestos de amistad hacia sus enemigos derrotados, les proveyó de tierras y protección lo que hizo que su nación creciera y se hiciera más fuerte. Su influencia y seguidores crecieron con la integración de gran número de refugiados y víctimas de Mfecane.

### Establecimiento de una nación
En los primeros años del siglo XIX, Moshoeshoe I estableció la nación de los sothos, y él fue popularmente conocido como Morena e Moholo o Morena oa Basotho (Gran Jefe o rey de los sothos).

### Primeros misioneros
En la década de 1830, los europeos empezaron a colonizar el sur de África. Esto permitió a misioneros de varias órdenes establecerse en misiones con los clanes en todo lo ancho del país. Este periodo estuvo marcado por el inicio de los conflictos entre los europeos y las tribus africanas. Los afrikáneres, descendientes de europeos de habla neerlandesa, encontraron a los sothos después de instalarse en la región que actualmente ocupa la región del Estado Libre de Sudáfrica, que limita con Lesoto por el oeste. 
En un intento de preparar una posible batalla, Moshoeshoe preguntó a los misioneros que habían ido a vivir con su pueblo y llegó a la conclusión de que sería mejor adquirir armas para protegerse de los europeos y de los khoikhoi. Los misioneros introdujeron, además, nuevas ideas en cuanto a religión, pensamiento occidental y formas de vida y alimentación. Los primeros tres misioneros que contactaron con el pueblo sotho fueron: Thomas Arbousset, Eugene Casalis y Constant Gosselin de la Sociedad Misionera Evangélica de París (PEMS), que se establecieron en Morija, llevando a cabo trabajos creando una ortografía para el idioma sotho e instalando la primera imprenta. Casalis fue Consejero del Rey en temas concernientes a los europeos.

### Alianza con la Colonia del Cabo
Por razones estratégicas y sobre todo para protegerse de los afrikáneres, Basutolandia estableció alianzas con la Colonia británica del Cabo en 1843. Durante el periodo que siguió se produjeron muchos conflictos entre los sothos, los afrikáneres y los ingleses. Mientras tanto la presión colonizadora de Gran Bretaña en África creció y la posesión del Estado Libre pasó de manos afrikáneres a manos británicas.

### Anexión e independencia
El Imperio británico anexionó Lesoto en 1868, consiguiendo este de nuevo su independencia casi un siglo más tarde, el 4 de octubre de 1966.

### Sudáfrica
Los sothos en Sudáfrica fueron clasificados de acuerdo a dos subgrupos dependiendo de donde vivían: los sothos del norte o pedi, ubicados principalmente en el extinto bantustán de Lebowa, y los sothos del sur en el bantustán de QwaQwa.